# 一般曹候補生
一般曹候補生（いっぱんそうこうほせい、英: General Candidate for Enlistment）とは、陸・海・空自衛隊において将来、曹（下士官）になるために訓練される非任期制隊員たる士のことであり、従来の一般曹候補学生と曹候補士に代わり平成19年度（2007年度）から募集を開始した任用区分である。略称は陸自・海自・空自共に「補生」（ほせい）。受験可能年齢は入隊時点で18歳以上33歳未満の日本国籍を有する男女。

## 設立経緯
従来は、幹部自衛官を除く一般的な自衛官の募集は、任期制隊員たる2士の採用しかなく、一定の勤務期間を経て（2士（9月）→1士（1年）→士長（最短2年））、3曹へ昇任していた。そこで、当初から曹候補者を非任期制隊員として採用する一般曹候補学生制度を昭和50年に設立した。しかしながら、一般曹候補学生は原則2年で全員が曹に昇任してしまうため採用数が限られるとともに士としての継続的な勤務は期待できず、他方、任期制隊員では曹昇任への門戸が厳しく任期が来て離職する場合が多かった。そこで、平成2年に非任期制として離職率を低減させつつ、士としての継続的な勤務を経て将来的に曹への昇任を保障する曹候補士制度を設立した。
その後、曹候補士制度は平成18年度（2006年度）募集・平成19年度（2007年度）入隊者の第17期生をもって募集業務を終了し、平成19年度から一般曹候補学生制度と曹候補士制度を統合した「一般曹候補生」制度に改められた。一般曹候補生はかつての曹候補士とは異なり、自動的に曹への昇任が保障されるわけではない。曹への昇任が見込まれなければ罷免の対象となり退職を余儀なくされる。

## 人事運用
2等陸・海・空士として入隊後6ヵ月で1士、1年後には士長に昇任し、その後は選考（陸・海・空の部隊等で実施される曹候補生選抜試験に合格）により、正式な曹候補生たる士長に指定される。陸・海・空曹候補生課程の教育（約半年程の曹教育）を受けた後、3曹に昇任する（入隊から最短（一選抜）で2年9月後に昇任する）。※陸上自衛隊の場合→陸曹候補生たる陸士長の指定を受けると、陸曹候補生課程を受ける前に所属部隊にて、2〜4週間程（1ヵ月以内）、陸曹候補生履修前教育を履修し、課程教育について行けるための体力の向上、最低限の知識を学び、じ後、各方面混成団隷下の陸曹教育隊及び女性自衛官教育隊で陸曹候補生課程及び3曹昇任試験（約3ヵ月程）を受け、各職種ごとの学校等において初級陸曹特技課程の教育（約3ヵ月程）を受けた後、3等陸曹に昇任する。ただし、非任期制とはいうものの、曹への昇任が見込まれなければ退職を余儀なくされる。自衛隊法ではその理由として具体的に以下のように示している。
1. 陸・海・空候補生課程の成績不良（水準に到達する見込みなく、数次に補備教育を実施しても到達が見込まれない）場合
2. 一般曹候補生としてふさわしくない行為（重大規律違反・服務事故等）があった場合
3. 心身の故障その他の事由により、陸・海・空曹候補生課程等を修了できない場合

3曹昇任後は、主として前線での指揮（分隊長）を行う（陸上自衛隊の場合）。高卒者なら実務経験4年で、大卒程度（22歳以上）であれば実務経験1年で、一般幹部候補生部内選抜試験の受験資格を得ることができる。無論、後者に至っては入隊直後でも一般幹部候補生採用試験を(一般大学生と同一要領で)受験することができる。

## 一般曹候補生課程
（前期）
| 区分       | 男子 | 女子                                                                                         |
| 陸上自衛隊 | 北部方面混成団第120教育大隊（真駒内駐屯地） 東北方面混成団第119教育大隊（多賀城駐屯地） 東部方面混成団第117教育大隊（武山駐屯地） 中部方面混成団第109教育大隊（大津駐屯地） 中部方面混成団第110教育大隊（松山駐屯地） 西部方面混成団第118教育大隊（久留米駐屯地） | 女性自衛官教育隊（朝霞駐屯地）                                                               |
| 海上自衛隊 | 横須賀教育隊（横須賀基地武山地区） 舞鶴教育隊（舞鶴基地） 呉教育隊（呉基地） 佐世保教育隊教育部（佐世保基地崎辺地区） | 横須賀教育隊（横須賀基地武山地区） 舞鶴教育隊（舞鶴基地） 佐世保教育隊（佐世保基地崎辺地区） |
| 航空自衛隊 | 航空教育隊第1教育群（防府南基地） 航空教育隊第2教育群（熊谷基地） | 航空教育隊第1教育群 航空教育隊第2教育群                                                      |

前期課程修了後、陸自は各部隊等に臨時設置される教育隊で、海自・空自は術科学校で術科教育を受けた後、それぞれの部隊に配属され、部隊実習に入る。

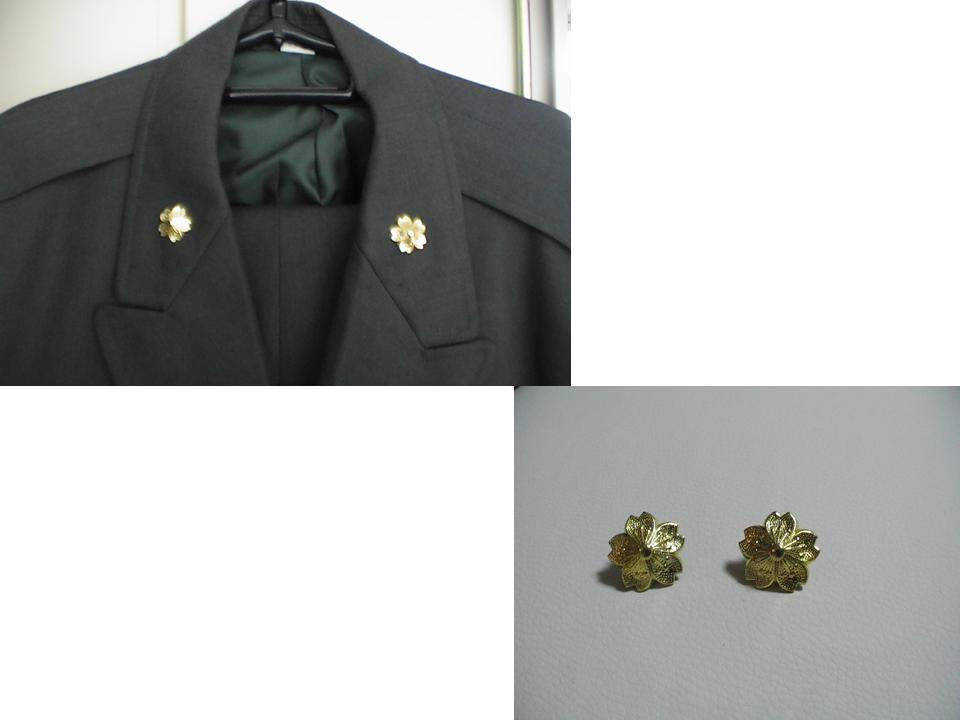
一般曹候補生き章（甲）と制服

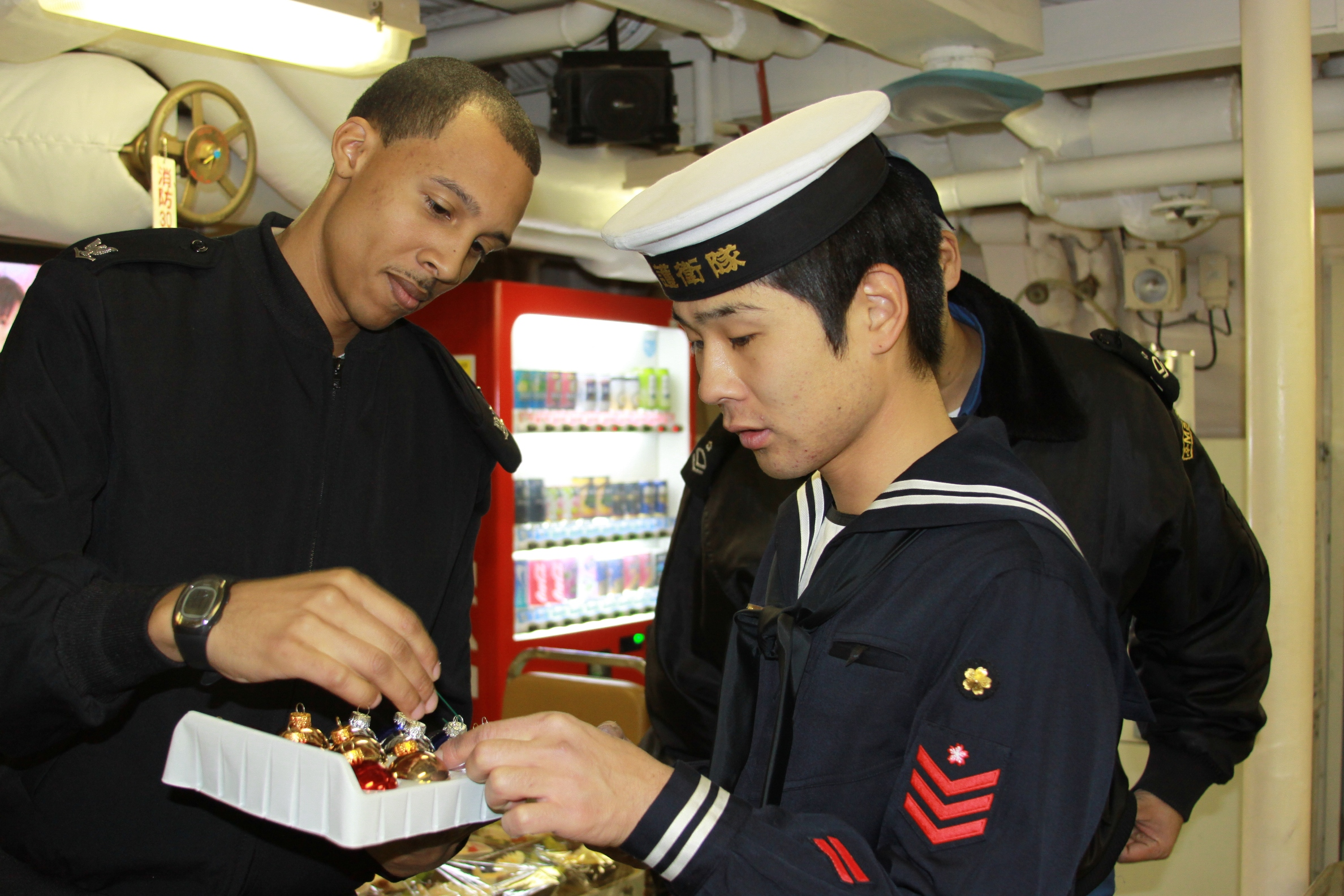
一般曹候補生き章（乙）をつけた
一般海曹候補生

## 服制等
- 服制：任期制隊員と同様の制服を着用し、陸・海・空ごとに曹候補者き章を装着する。
  - 陸自及び空自は制服の予め襟に曹候補者き章（甲）を装着する。
    - 曹候補者き章（甲）は、金色の桜花を浮き彫りにした金属製のものであって、ネジ式の留め具をつけたものである。

  - 海自は制服の左腕に曹候補者き章（乙）を装着する。
    - 曹候補者き章（乙）は、金色の桜花を浮き彫りにした金属製のものであって、布製の円型の台地をつけたものである。

## 予定採用人数と採用者数
以下は制度開始からの採用実績（ 出典：自衛官募集HP「一般曹候補生募集要項」防衛省HP「各年度の防衛白書」より )
予定採用人数
- 平成19年度（2007年度）: 約5,500名
- 平成20年度（2008年度）: 約6,500名
- 平成21年度（2009年度）: 約6,025名
- 平成22年度（2010年度）: 約4,410名
- 平成23年度（2011年度）: 約3,800名
- 平成24年度（2012年度）: 約3,850名
- 平成25年度（2013年度) : 約3,850名
- 平成26年度（2014年度) : 約4,420名
- 平成27年度（2015年度）: 約4,420名
- 平成28年度（2016年度）: 約4,720名
- 平成29年度（2017年度）: 約5,050名
- 平成30年度（2018年度）: 約6,300名
- 令和元年度（2019年度）: 約6,140名

採用者数
- 平成19年度（2007年度）: 6,994名
- 平成20年度（2008年度）: 6,552名
- 平成21年度（2009年度）: 4,176名
- 平成22年度（2010年度）: 4,234名
- 平成23年度（2011年度）: 3,834名
- 平成24年度（2012年度）: 3,853名
- 平成25年度（2013年度）: 3,784名
- 平成26年度（2014年度）: 4,457名
- 平成27年度（2015年度）: 4,328名
- 平成28年度（2016年度）: 5,011名
- 平成29年度（2017年度）: 5,044名
- 平成30年度（2018年度）: 6,464名

非任期制隊員であるため、3曹に昇任せず退職（除隊）した場合、退職金は任期制隊員の計算方法と違い少ない。将来的には10,000人程度にまで採用数を拡大することで人件費の抑制を図るとされている（詳細は自衛隊員の削減項を参照）。平成21年度（2009年度）から平成23年度（2011年度）は年2回（春期・秋期）に分けて採用試験を実施してきたが、平成24年度から平成28年度までは秋期一回のみの試験だった。2025年（令和7年度）は、春・夏・秋の年3回の募集になっている。
平成27年度（2015年度）の応募者数は25092人で、平成26年度（2014年度）より2割減少しており、平成19年度（2007年度）以降ピークだった平成23年度（2011年度）から半減している。週刊朝日は、その原因は安保法制の影響が大きいと報じた。